# 廣州地鐵一號線列車
廣州地鐵一號線列車是广州地铁的首款列车，由安达（ADtranz，后于2000年被庞巴迪收购）和西门子联合生产，于1997年1号线开通时上线运营，目前全数配属于西塱车辆段，內部型號為A1。

## 历史
1993年11月9日，时任德国总理赫尔穆特·科尔率团访问广州市，与当时的广州市政府商谈建设地铁一号线事宜。16日，广州地铁与西门子正式签署列车的购置合同。
1996年11月27日，地铁一号线首列客车出厂仪式在柏林海宁斯道夫的ADtranz工厂举行。1997年4月9日，地铁一号线首列地铁列车从德国汉堡运抵广州黄埔港。6月28日，随着一号线西朗至黄沙段试验开通，列车正式上线运营。
1997年10月20~21日，运输一号线第4组列车的“泰兴”轮在比斯开湾遭遇恶劣天气，西南风达到蒲氏风级8到9级。导致地铁车厢中有不同程度的损伤。1998年8月5日，广州地铁一号线第15列车运抵黄埔港。1999年3月15日，广州地铁一号线从德国引进的最后一列车（第21组列车）抵达广州。
2000年10月5日，1x03-1x04 编组被发现部分转向架的牵引电机支座发生完全报废性断裂，此后A1型列车的一百多个转向架陆续被发现具有同样的质量问题。
2002年12月29日，2号线通车时，配屬的Movia 456型列車没有到货，部分该款列车需要到舊二号线運行，直到Movia 456型列車陆续投入营运为止。
2003年5月，广州地铁与DUEWAG就A1型列车转向架裂纹问题的处理方案达成一致，由DUEWAG负责对所有转向架进行补强，并另行赔偿8个全新的转向架。

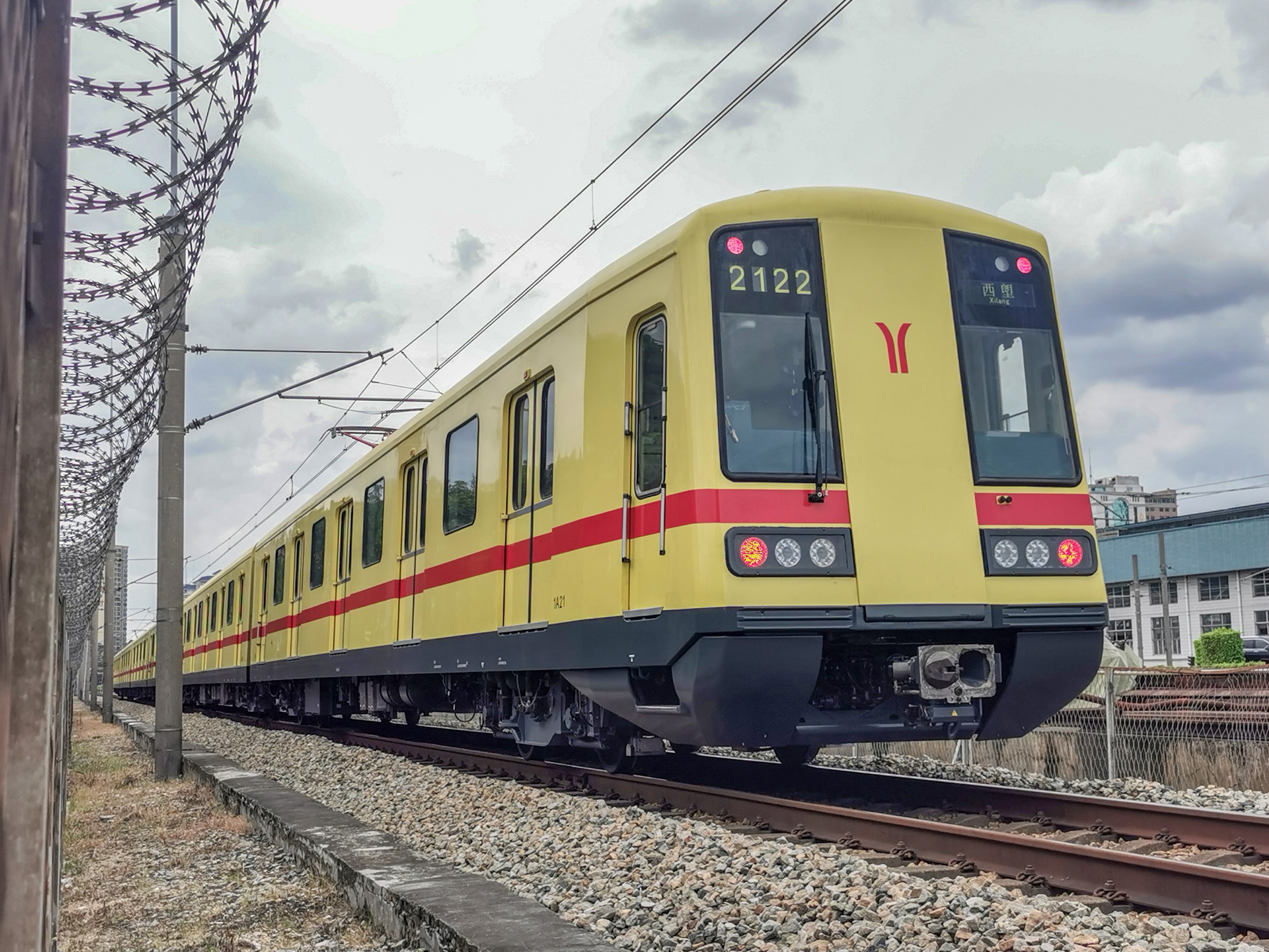
大修后的1x21-22列车

2008年7月开始，该款列车陆续进行大修工作；同年9月19日，1x01-1x02 编组大修完成重新营运。
2016年6月，广州地铁开始研究延长该款列车的车体使用寿命，并于2021年至2024年间进行第二次大修，工程完成时车龄已有27年。本次翻新包含电气设备改造和车体维修。
2021年10月19日，1x29-1x30 编组完成翻新后，返回西塱车辆段进行调试，为该款列车的首列完成翻新的列车。2022年5月30日，翻新后的 1x19-1x20 编组于当晚正式上线载客，为该款列车的第二列完成翻新的列车以及首列正式上线的翻新列车。2022年7月，试验使用混合磁阻牵引系统的 1x21-1x22 编组完成翻新后，返回西塱车辆段进行调试。2023年1月，列车新系统正式上线。
2023年10月下旬，1x01-1x02 编组启动翻新工作。至此，不再有未翻新的A1型列车营运。

## 列车细节

### 车体

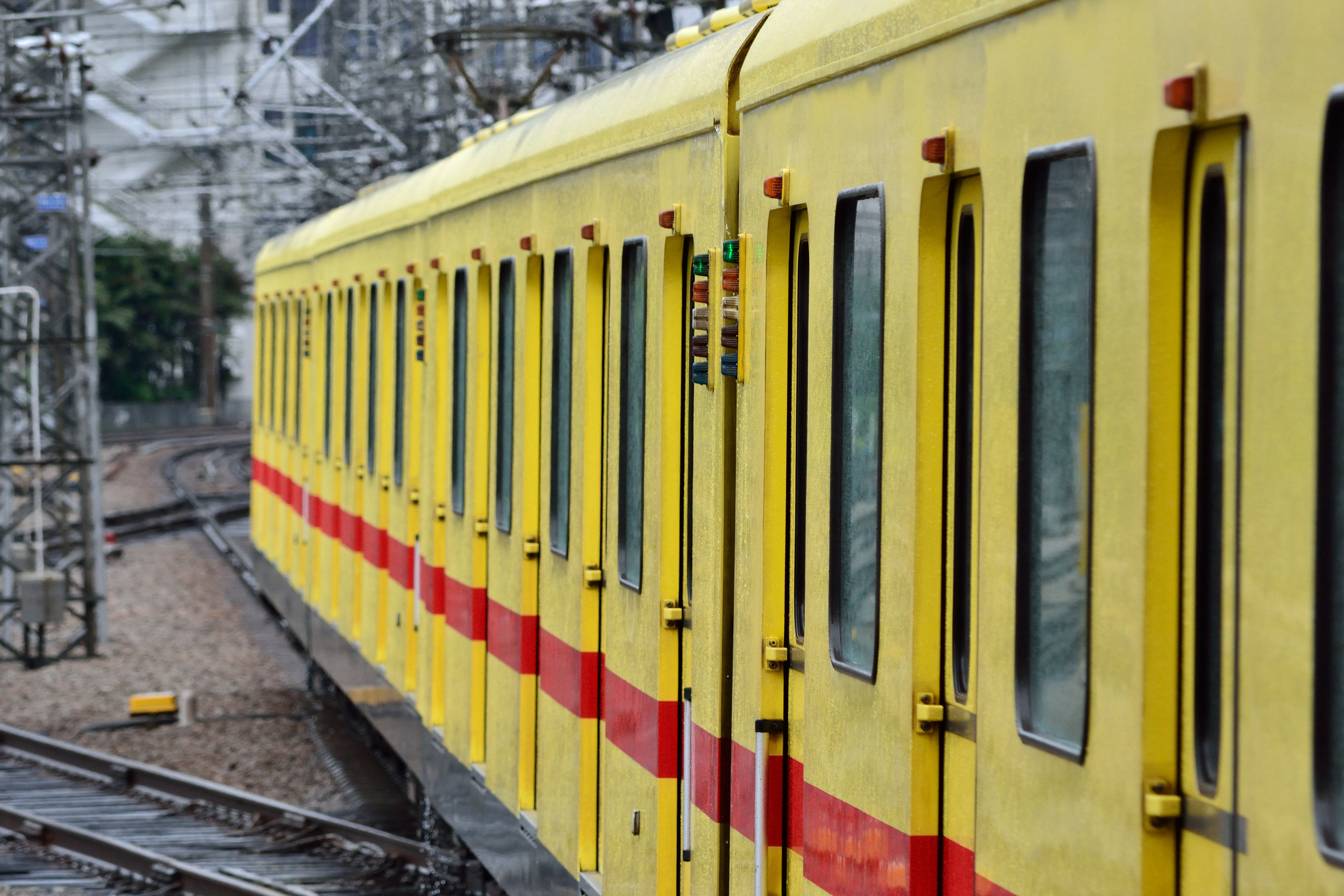
翻新前的编组（有五色列车运行状态灯）

列车为八字形整体承载结构，总长约140米，高3.8米，宽3米，采用铝合金大断面挤压型材焊接而成，涂装以黄色为主，车体两边各有一条红色饰带。头车的前照灯和尾灯在前期采用卤素灯及一体式远近光设计，并采用红色及透明塑料灯罩，后期则统一改为三圆式LED灯。各车辆的车侧在连接处附近设有列车运行状态灯，后来在该批列车进行第二次大修时取消。
为减少车内噪音和保持客室的温度适中，车体外墙和内装饰板之间充填矿渣棉，内壳涂有隔音、隔热涂料。
列车客室车门采用内藏门的设计，车门门机系统在投入运营时采用气动式，随着列车翻新改造后逐步改为電動式。各客室车门上方设置了开闭门灯。列车在头车端设有紧急出口。

### 车内
每节车厢设8张长椅，其表面由压网纹的不锈钢制成。每张座椅最多可座7人，每列车在AW1（座位坐满人）状态下可坐336人。
列车的车厢连接处附近设有设备区和乘客站立区（轮椅位），车内装饰以灰白色为主，给人以清凉、明快、舒适的感觉。车内扶手在投入运营时采用白色喷漆材质，座位之间的中部扶手另设有吊環，其中1x17-1x18编组在2021年将车内扶手材质变更为不锈钢材质，直到该批列车进行第二次大修时，车内扶手均改为不锈钢材质外，并取消了车门之间的竖直扶手，将车厢内的中部扶手两端的直桿连接改为一体化样式。
车门上方设有紧急开门装置，当列车发生紧急情况，而司机无法控制车门时，可通过紧急拉手开启车门。此外亦设有紧急求助按钮，供紧急情况下按此按钮与车长联系。
车顶两侧设有照明灯具带，采用荧光灯管及鐵格柵式燈罩，以满足车内照度要求；而在该批列车进行第二次大修时列车更换为LED點陣照明灯管及塑料燈罩，改善了车厢的照明条件。
另外，该批列车进行第二次大修时在客室车门上方新增了LCD动态地图显示屏，因应加设LED动态地图显示屏，该位置的照明灯调整至靠近客室门处，与A3型列车一致，亦调整了紧急开门装置及门灯状态的位置，紧急通话装置亦改为车门侧。

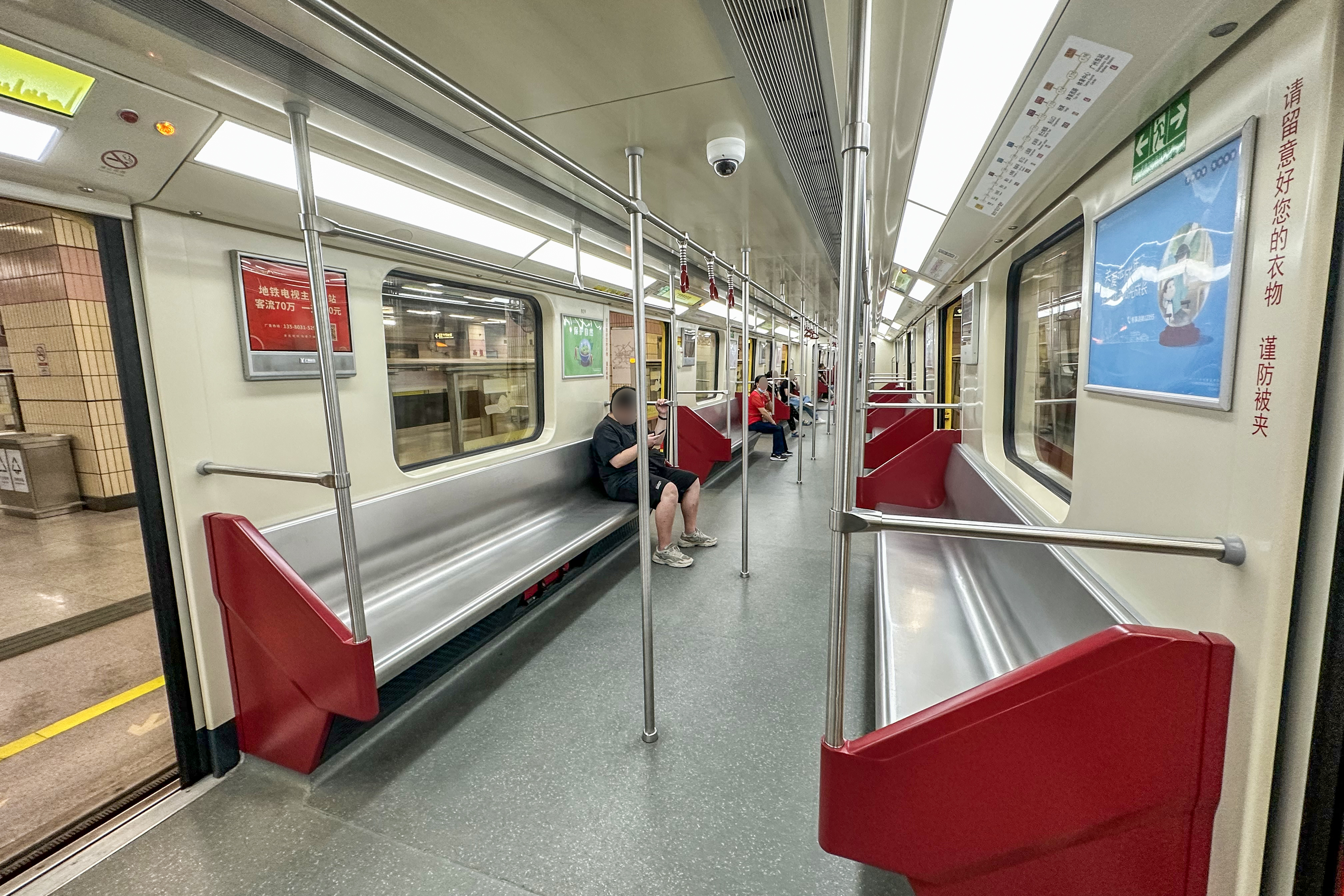
车厢内部
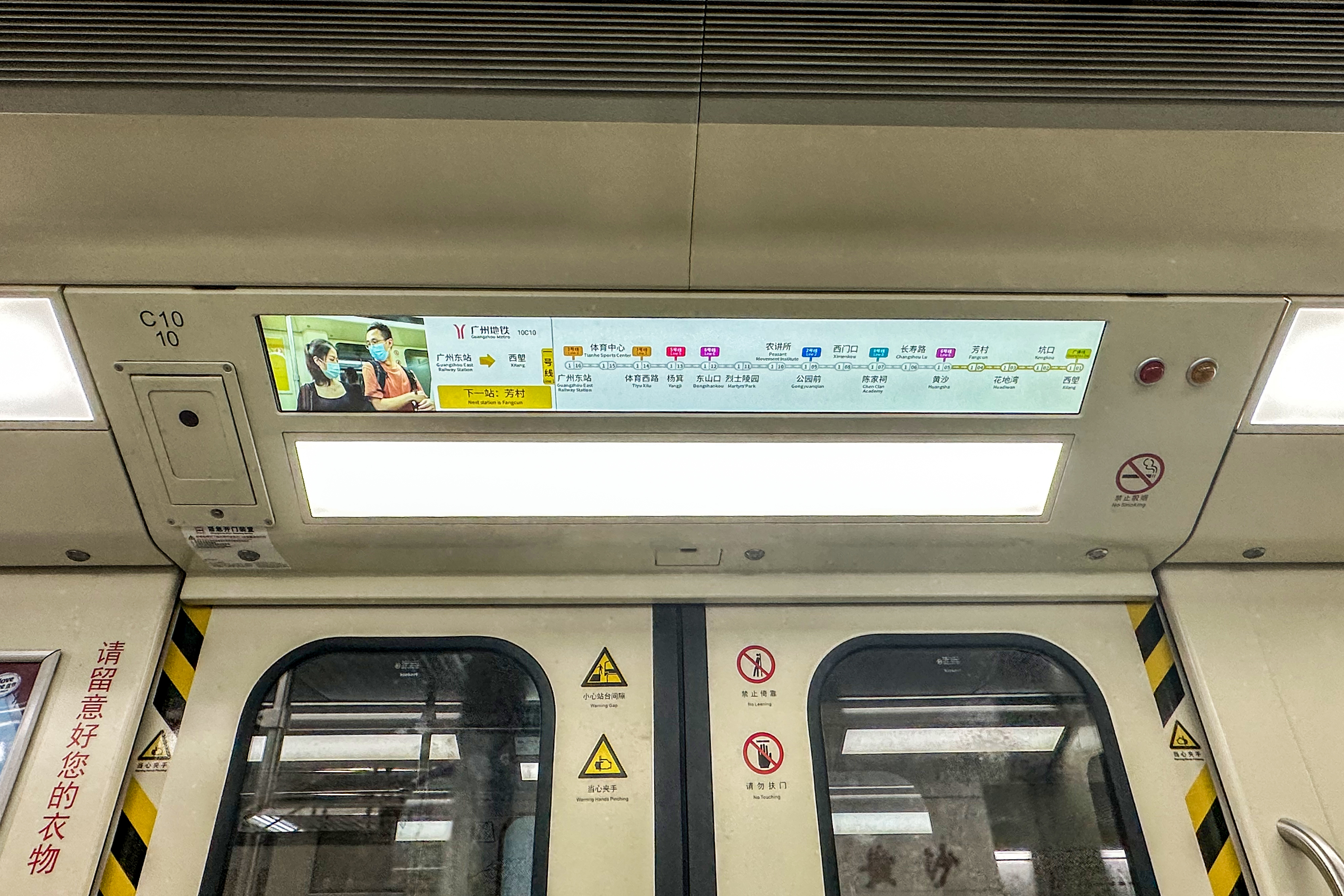
第二次大修新增的LCD动态地图

### 牵引系统
每台动车转向架上各安装两台牵引电机，多数列车的牵引电机为西门子交通制 1TB2010-0GA02 型鼠笼式三相四级交流电动机，以体积小、重量轻为特色，便于保养与维修；单台电机的重量为 650 kg，额定功率为 190 kW，额定转速为 1800 r/min， 最高转速为 3510 r/min。
列车翻新前使用的 DASU 6 型牵引逆变器由滤波器箱和逆变器箱组成，采用 4500 V · 3000 A 的GTO功率模块，冷却方式为强迫风冷；每节动车上安装一台牵引逆变器，每台牵引逆变器以1C4M1群方式驱动其所在车厢的四台牵引电机。

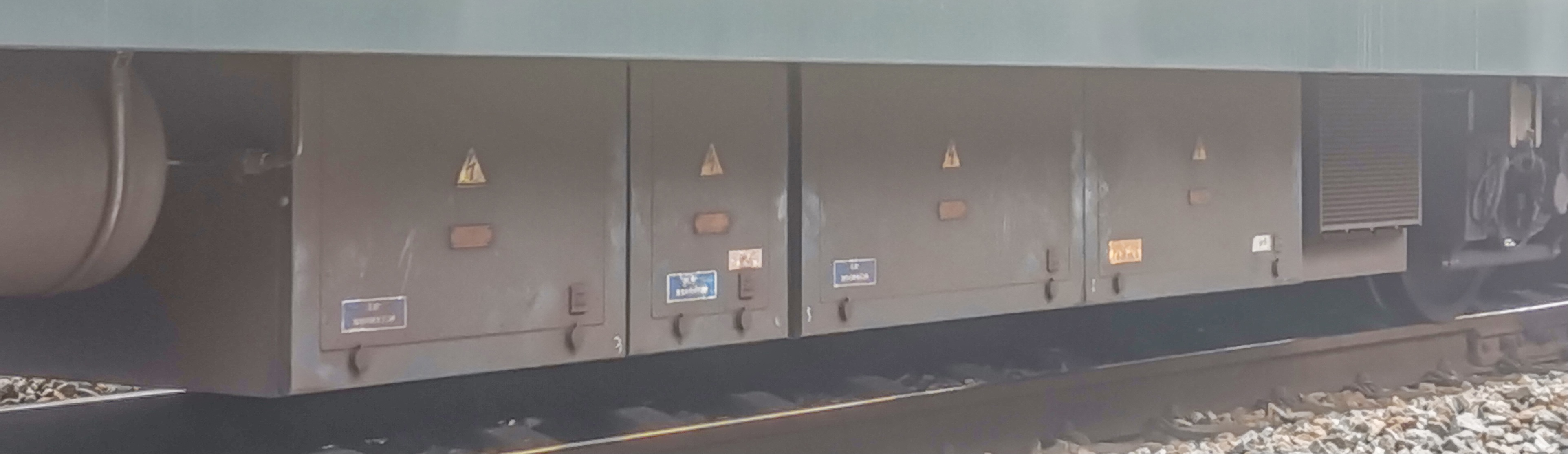
DASU 6 型牵引逆变器，左侧为滤波器箱，右侧为逆变器箱

1x25-1x26（部分车厢）、1x21-1x22、1x31-1x32 编组在2008年大修后，曾试验使用原株洲南车时代电气提供的牵引逆变器（1C2M2群方式控制）。
1x01-1x02 编组曾在2013~2017年试验使用北京千驷驭电气提供的 MTC-760/1500 型牵引逆变器。此外，1x21-1x22 编组在翻新时试验使用江苏经纬轨道交通设备提供的混合磁阻牵引系统，1x09-1x10 编组在翻新时试验使用株洲中车时代电气提供的永磁同步牵引系统。
多数列车在进行第二次大修时未更换牵引电机，并采用株洲中车时代电气提供的牵引逆变器（1C4M1群方式控制）。

### 辅助供电系统
列车翻新前每节车厢配备一台 U1500DC/380AC3/S75/F50 型三点式十二脉冲辅助逆变器（下左），首尾两节拖车配备一台额定功率 25 kW 的 U1500DC/110DC/P25 型直流变换器，二者均由 transtechnik 提供，采用IGBT功率模块，共同构成列车的辅助供电系统，其中辅助逆变器产生 3AC 380V 电压，驱动空调系统、空气压缩机等负载，直流变换器与蓄电池并联，为列车的控制电路和照明系统供电。

部分列车在翻新前使用原株洲南车时代电气提供的辅助逆变器（TGN-49 型，下中，额定输出容量 77 kVA）作为故障替换件；所有翻新列车均采用株洲中车时代电气提供的辅助电源（t Power-AA44 (JR2) 型，下右，为辅助逆变器、蓄电池充电机一体式，其中逆变器部的额定输出容量为 120 kVA，充电机部的额定输出功率为 16 kW）。

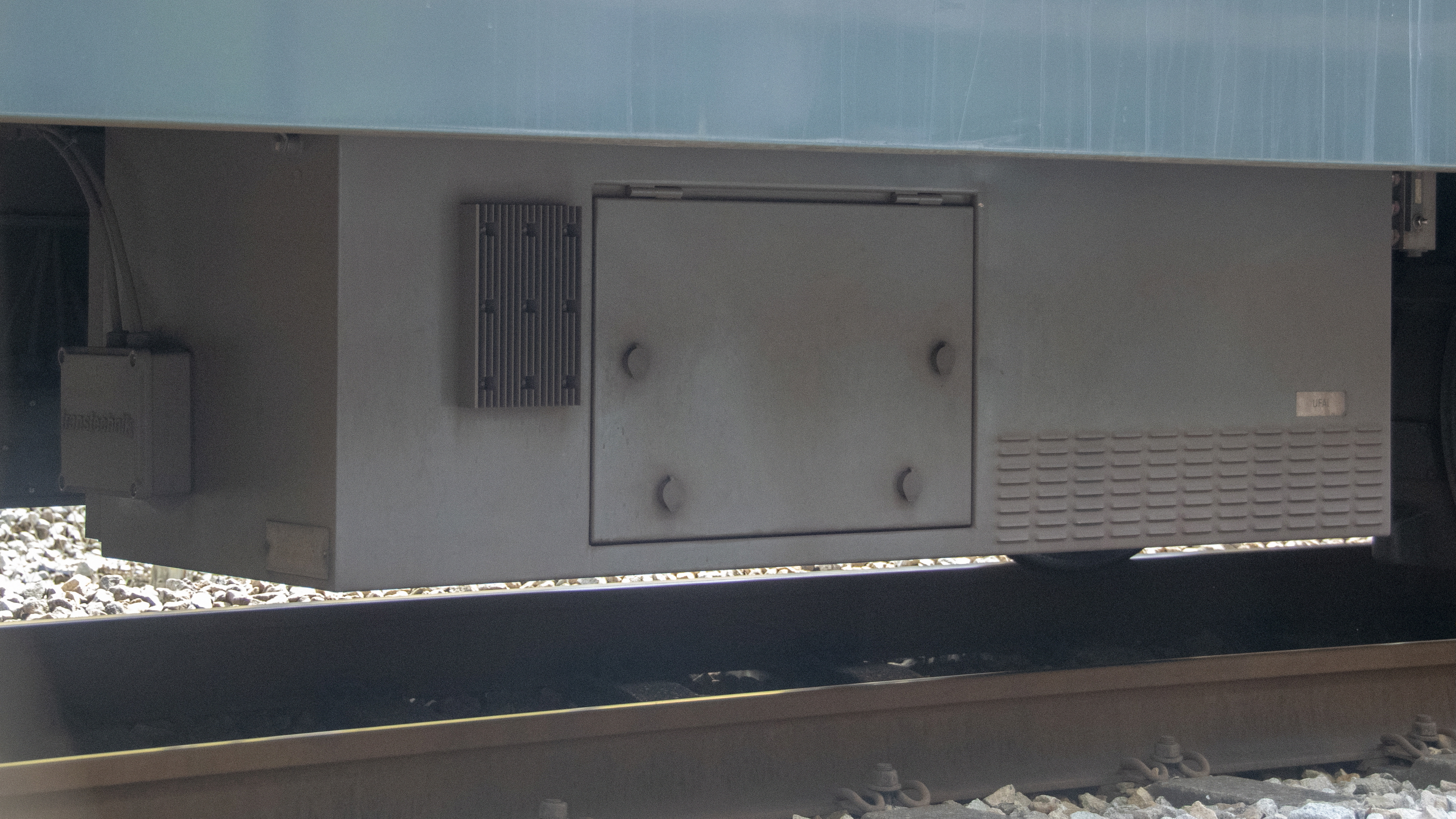
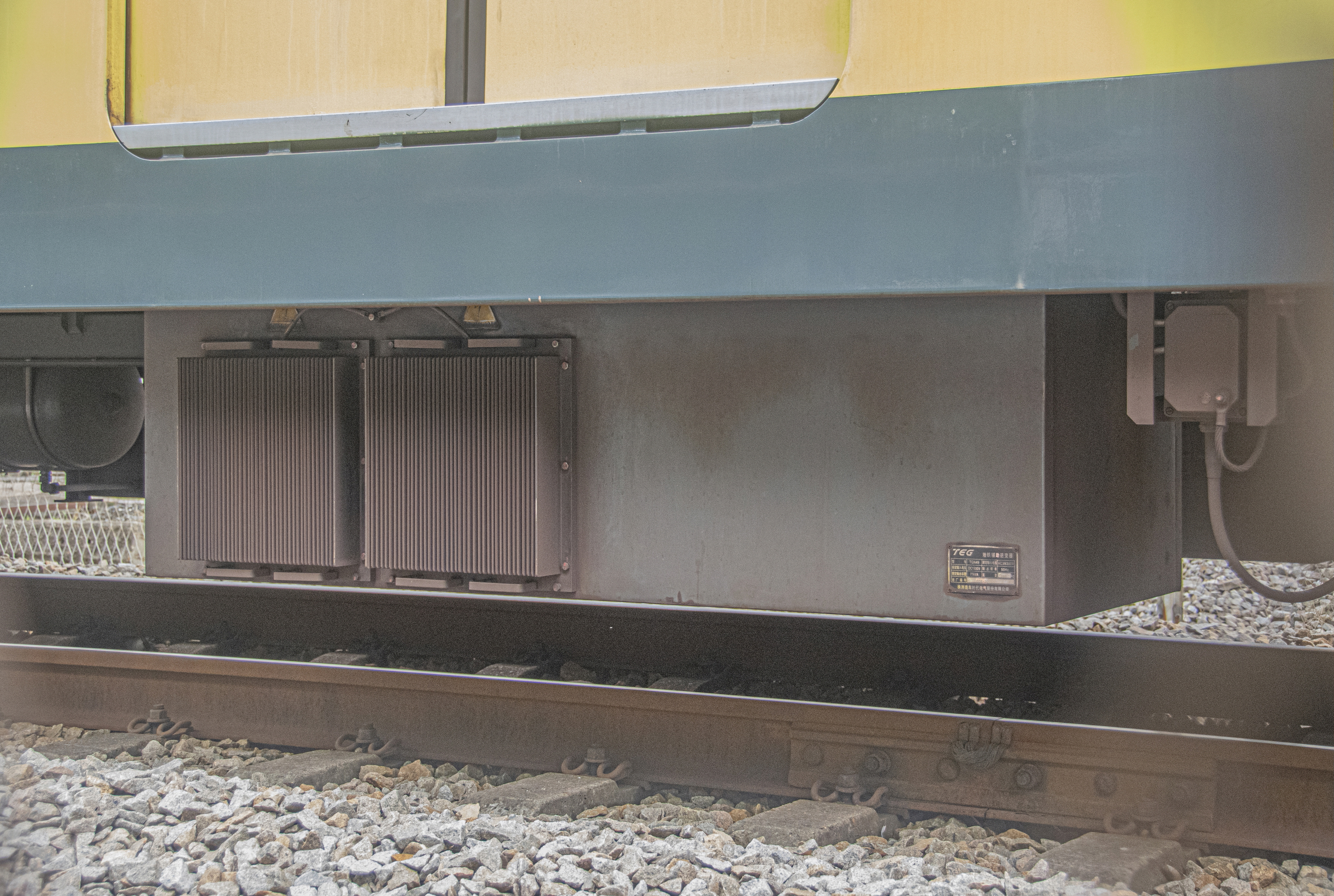
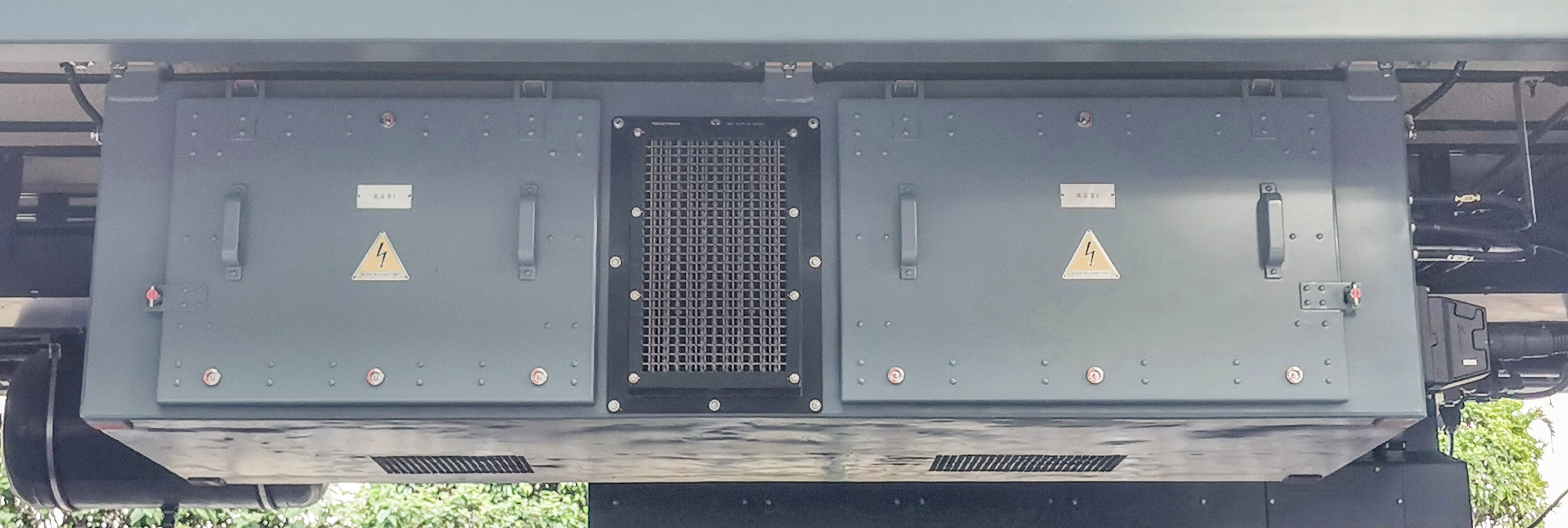

此外，1x01-1x02 编组曾在2013~2017年试验使用北京千驷驭电气提供的 MSIV-77/1500 型辅助逆变器。

### 制动系统
列车的制动系统由克诺尔集团提供，采用全列车混合制动方式，优先使用电制动，充分反映了德国广泛应用的铁道车辆制动概念。基础制动采用轮沿踏面单面闸瓦制动方式，闸瓦采用合成材料，并带有闸瓦间隙自动调节器。

### 空调系统
每节车厢设有两台 HFG (Hagenuk Faively GmbH) 制 DKKA Metro G 车顶单元式空调机组，整列车共有12台空调机组。每台空调机组的制冷量为 40 kW，采用 Bitzer 制 VSK 4161-25 型全封闭螺杆式压缩机，并以 R134a 为制冷剂。
空调系统由独立的控制单元控制运行，具有制冷、通风和紧急通风等功能，客室内的温度可在19~27℃范围内调节。车顶空调单元及客室内都分布有温度传感器，用以实时检测客室内的温度，空调系统可根据室内外温差自动调节客室温度。

## 列车编组
|                                                   | 一号线列车（A1） ←西塱方向廣州東站方向→ |             |       |             |       |             |   |             |       |             |       |             |       |
| 车厢形式                                          | =                                       | 1A×× （奇） | -     | 1B×× （奇） | -     | 1C×× （奇） | + | 1C×× （偶） | -     | 1B×× （偶） | -     | 1A×× （偶） | =     |
| 受电弓                                            |                                         | ＜          |       |             |       |             | + |             |       |             |       | ＞          |       |
| 列车编组                                          | =                                       | Tcp         | -     | M1          | -     | M2          | + | M2          | -     | M1          | -     | Tcp         | =     |
| 动力单元                                          | 单元1                                   | 单元1       | 单元1 | 单元1       | 单元1 | 单元1       |   | 单元2       | 单元2 | 单元2       | 单元2 | 单元2       | 单元2 |
| M1/M2：动力车；Tcp：带驾驶室和受电弓的拖车        |                                         |             |       |             |       |             |   |             |       |             |       |             |       |
| ＝ ：全自动车钩；+ ：半自动车钩；- ：半永久牵引杆 |                                         |             |       |             |       |             |   |             |       |             |       |             |       |

| 一號線列車（A1）列車編號 | 一號線列車（A1）列車編號                        | 一號線列車（A1）列車編號                    |
| --- | ----------------------------------------------- | ------------------------------------------- |
| 1A01 - 1B01 - 1C01 - 1C02 - 1B02 - 1A02[c] | 1A15 - 1B15 - 1C15 - 1C16 - 1B16 - 1A16         | 1A29 - 1B29 - 1C29 - 1C30 - 1B30 - 1A30     |
| 1A03 - 1B03 - 1C03 - 1C04 - 1B04 - 1A04 | 1A17 - 1B17 - 1C17 - 1C18 - 1B18 - 1A18         | 1A31 - 1B31 - 1C31 - 1C32 - 1B32 - 1A32 [d] |
| 1A05 - 1B05 - 1C05 - 1C06 - 1B06 - 1A06 | 1A19 - 1B19 - 1C19 - 1C20 - 1B20 - 1A20         | 1A33 - 1B33 - 1C33 - 1C34 - 1B34 - 1A34     |
| 1A07 - 1B07 - 1C07 - 1C08 - 1B08 - 1A08 | 1A21 - 1B21 - 1C21 - 1C22 - 1B22 - 1A22 [b] [d] | 1A35 - 1B35 - 1C35 - 1C36 - 1B36 - 1A36     |
| 1A09 - 1B09 - 1C09 - 1C10 - 1B10 - 1A10 [a] | 1A23 - 1B23 - 1C23 - 1C24 - 1B24 - 1A24         | 1A37 - 1B37 - 1C37 - 1C38 - 1B38 - 1A38     |
| 1A11 - 1B11 - 1C11 - 1C12 - 1B12 - 1A12 | 1A25 - 1B25 - 1C25 - 1C26 - 1B26 - 1A26 [d]     | 1A39 - 1B39 - 1C39 - 1C40 - 1B40 - 1A40     |
| 1A13 - 1B13 - 1C13 - 1C14 - 1B14 - 1A14 | 1A27 - 1B27 - 1C27 - 1C28 - 1B28 - 1A28         | 1A41 - 1B41 - 1C41 - 1C42 - 1B42 - 1A42     |
| 备注 |                                                 |                                             |
| - 目前列车编号末尾数为奇数的A车为女性车厢。 - a 该列车采用株洲中車時代電氣提供的永磁同步牽引系統，牵引电机更换为内置式永磁同步电动机。 - b 该列车采用江苏经纬轨道交通设备提供的永磁同步牵引系统，牵引电机更换为高效混合磁阻电动机。 - c 该列车曾在2014~2017年间使用北京千驷驭电气提供的牵引逆变器和辅助电源。 - d 该列车曾使用原株洲南车时代电气提供的牵引逆变器。 |                                                 |                                             |